# Wilk Elektronik
Wilk Elektronik — польське підприємство в місті Лазиська-Гурне, виробник комп'ютерної пам'яті під маркою Goodram.
Засноване в 1991 в місті Тихи. 
З 2007 року стратегічним партнером Wilk Elektronik є світовий лідер флеш-технологій — компанія Toshiba.
У 2008 році АТ Wilk Elektronik отримало Сертифікат ISO 9001:2000, що підтверджує впровадження системи управління якістю в галузі виробництва та продажу модулів пам'яті DRAM і FLASH.
В 2009 році посіла 43- є місце в рейтингу 200 польських IT-компаній, складеному польським журналом Computerworld.

## Goodram
Goodram — торгова марка, створена компанією Wilk Elektronik у 2003 році. Під ТМ Goodram виробляється пам'ять DRAM і FLASH.
На ринку України продукція Goodram представлена з 2004 року. Серед українських дистрибуторів — компанія Юг-Контракт (з 2014).